# Thea Bock

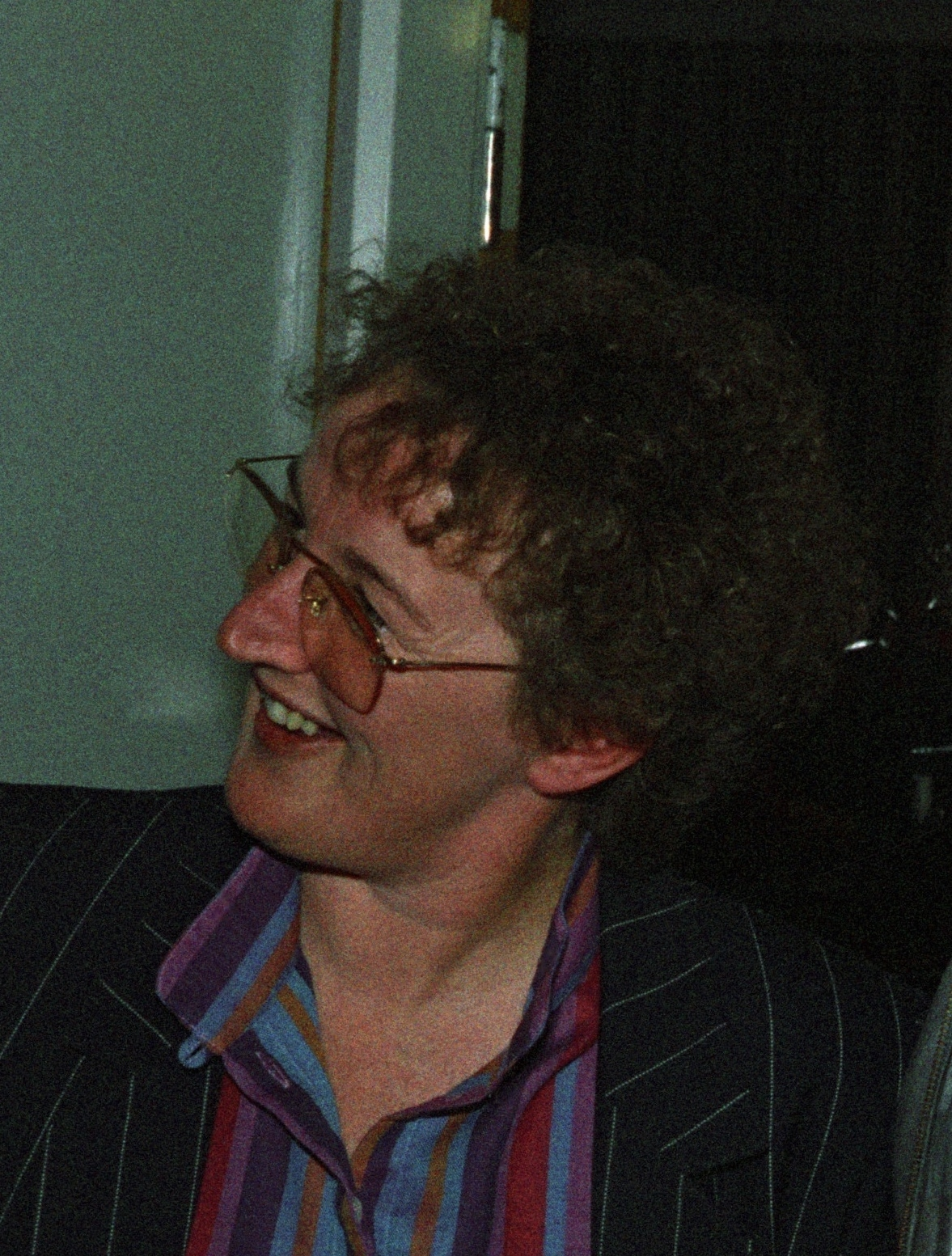
Thea Bock (2013 oder früher)

 Thea Bock  (geborene Thea Burmester; * 6. Mai 1938 in Hamburg; † 5. Februar 2025) war eine deutsche Politikerin. Als Mitglied der GAL gehörte sie 1982–1984 und 1986–1988 der Hamburgischen Bürgerschaft an. Nachdem sie die GAL verlassen hatte und 1990 der SPD beigetreten war, war sie von 1991 bis 1994 Mitglied des Deutschen Bundestages.

## Leben und Wirken
Thea Bock war Sportlehrerin im Hamburger Stadtteil Moorburg im Bezirk Harburg. Ihr Einsatz für den Schutz der Umwelt ihrer Heimat südlich der Elbe brachte sie über die Arbeit in Bürgerinitiativen zur Politik. Sie gehörte im Jahr 1981 zur Alternativen Liste und im Frühjahr 1982 zu den Mitgründern der GAL, die aus dem Zusammenschluss von Alternativer Liste und Grünen entstand.
Bei der Hamburger Bürgerschaftswahl im Juni 1982 kandidierte Thea Bock als GAL-Spitzenkandidatin zusammen mit Thomas Ebermann. Die GAL kam zum ersten Mal ins Parlament und erhielt neun Sitze. Thea Bock sagte im Rückblick: „Wir waren nicht erwünscht. Für die SPD waren wir Unpersonen: Steinewerfer, Chaoten, schlecht angezogen, strickend.“
Sondierungsgespräche mit der SPD über eine Tolerierung einer SPD-Minderheitsregierung scheiterten an den Themen Hafenerweiterung, Elbverschmutzung und Atomausstieg. Die SPD beantragte die Auflösung des Parlaments; dem Antrag stimmte die GAL zu. Sie erhielt bei der Neuwahl im Dezember 1982 acht Mandate.
Thea Bock profilierte sich als Mitglied des Parlamentarischen Untersuchungsausschusses Georgswerder und insbesondere in der Aufklärung des Giftskandals des Pharma-Unternehmens Boehringer Ingelheim, das dioxinhaltige Abfälle auf dem Werksgelände in Billstedt gelagert hatte. Sie nahm auch an einer Blockade des Werks teil. Es wurde im Dezember 1984 geschlossen.
Im Januar 1985 schieden die gewählten GAL-Bürgerschaftsabgeordneten nach dem Rotationsprinzip aus und wurden durch Nachrücker ersetzt. Im Jahr 1986 gehörte Thea Bock zur 13-köpfigen Fraktion der GAL. In die Bürgerschaft zogen für die Partei ausschließlich Frauen ein, ein Novum in der deutschen Politik. Der Erste Bürgermeister Hamburgs, Klaus von Dohnanyi, sprach von einem „Kasperletheater“. Im Mai 1987 wurde erneut gewählt. Thea Bock gehörte wiederum der Bürgerschaft an. 1988 legte sie nach aufreibenden Auseinandersetzungen mit dem fundamentalistischen Flügel der Partei ihr Bürgerschaftsmandat nieder. Sie schrieb dazu im Spiegel: „Heute finden innerparteiliche politische Auseinandersetzungen bei der GAL und bei der Bundespartei der Grünen in einem Haß erfüllten und menschenverachtenden Klima statt. […] Die Politikfähigkeit der GAL wiederherzustellen erfordert ungeheuren psychischen und politischen Kraftaufwand. Dazu gehört vor allem, daß Bündnisse mit politischen Gewalttätern ein Ende haben müssen. Diese Kraft will und kann ich in der GAL nicht mehr aufbringen.“
Thea Bock verließ die GAL und trat in die SPD ein. Bei der Bundestagswahl 1990 kandidierte sie im Wahlkreis Hamburg-Nord und erhielt 39,8 Prozent der Erststimmen, unterlag damit jedoch dem CDU-Kandidaten Dirk Fischer, auf den 41,6 Prozent der Stimmen entfielen. Am 4. Juli 1991 kam sie als Nachrückerin für Peter Zumkley ins Parlament und gehörte ihm bis Ablauf der Wahlperiode 1994 an. Dort war sie Mitglied im Rechnungsprüfungsausschuss. Am 23. Mai 1994 war sie Mitglied der Bundesversammlung zur Wahl des Bundespräsidenten.
Thea Bock war mit Jürgen Mantell, dem ehemaligen Bezirksamtsleiter von Eimsbüttel, verheiratet. Sie starb am 5. Februar 2025 im Alter von 86 Jahren und wurde auf dem Friedhof Ohlsdorf beigesetzt.